# Mercedes-Benz M115
M 115 - серія чотирициліндрових рядних двигунів, яку виготовляв Daimler-Benz. Бензинові двигуни робочим об'ємом від 2,0 до 2,3 л використовувалися в автомобілях Mercedes-Benz 200/220/230.4 (W 115, „Strich-Acht“, до 1976 р.) і 200/230 (W 123, з 1976 р.), позашляховику 230 G (W 460, 1979-1985 рр.) і Mercedes-Benz 40 8/409 (T 2 - "Düsseldorf Transporter", з 1968) і 208/308 (T 1 - "Bremer Transporter", з 1977) мікроавтобуси.
Двигун є дещо модифікованим спадкоємцем М 121 і, як і останній, має протиточну головку блоку циліндрів із алюмінієвого сплаву та колінчастий вал з п’ятьма опорами в блоці двигуна з сірого чавуну. Верхній розподільний вал (керування клапаном OHC) приводиться в рух роликовим ланцюгом і керує двома клапанами на циліндр через коромисла. У 1980 році модель M 115 у Mercedes-Benz 200/230 серії 123 була замінена новою розробкою M 102 з перехресною головкою циліндра.

## Технівчні характеристики
| Тип        | Об'єм    | (за податковою формулою) | Діаметр циліндра × Хід | Потужність                          |
| ---------- | -------- | ------------------------ | ---------------------- | ----------------------------------- |
| M 115 V 20 | 1988 см3 | 1971 см3                 | 87 × 83,6 мм           | 69/70 kW (94/95 к.с.)               |
| M 115 V 22 | 2197 см3 | 2172 см3                 | 87 × 92,4 мм           | 77 kW (105 к.с.)                    |
| M 115 V 23 | 2307 см3 | 2277 см3                 | 93,75 × 83,6 мм        | 63/66/80/81 kW (85/90/109/110 к.с.) |